# Zhi Neng Qi Gong
 (octobre 2008).
Si vous disposez d'ouvrages ou d'articles de référence ou si vous connaissez des sites web de qualité traitant du thème abordé ici, merci de compléter l'article en donnant les références utiles à sa vérifiabilité et en les liant à la section « Notes et références ».
Le Zhi Neng Qi-gong se traduit par « Qi gong de la capacité de l'intelligence » (Zhi = intelligence, Neng = capacité). Le fondateur est Pang He Ming.

## Principes
1) Le Hunyuan Qi
Principe se basant sur le fait que toute forme et tout ce qui existe aurait une origine commune, le Qi originel. Le Hunyan Qi est la plus petite « brique » dans la construction universelle.
2) L'entraînement systématique du Zhi Neng Qi-gong
le Zhi Neng Qi-gong comporte une forme dynamique (Dong gong), une forme méditative (Jing gong) et une forme spontanée (Zifa gong).
3) L'inclusion de nombreuses techniques
4) Méthodes d'enseignements
Elles sont au nombre de trois :
1. Par l'esprit (par champs d'énergie)
2. Par la théorie, enseignement « classique »
3. Par la démonstration visuelle des postures.

5) Ne demande pas d'activité mentale particulière et ne force pas les choses pour la circulation du Qi
6) Attirer le Qi et ne pas contraindre le flot de Qi
7) Le Zhi Neng Qi-gong est une forme ouverte de Qi gong
8) L'administration du Qi cosmique pour traiter et aider les patients n'est pas dangereuse
9) Les réactions du Zhi Neng Qi-gong sont apparentes

## Chanson-poème du Zhi Neng Qi-gong
Ce poème est chanté par les pratiquants dans le but d'harmoniser l'énergie :
Ding Tian Li Di.

Xing Song Yi Chong Nei Jing Wai Jing.

Xin Cheng Mao Gong.

Yi Nian Bu Qi.

shen Zhu Tai Kong.

Shen Yi Zhao Ti.

Zhoushen Rong Rong.

Qui se traduit du chinois par :
Atteindre le ciel,

S'enraciner dans la terre.

Le corps détendu,

L'esprit calme.

Silencieux à l'extérieur,

Sérénité à l'intérieur.

cœur paisible,

Humble d'apparence.

Libre de pensée

Mon esprit s'envole dans l'azur,

Et revient se poser sur moi.

Agréable sensation de bien-être.